# Normand Ouimet
 (février 2025).
Normand Marvin Ouimet alias Casper, né le 24 mai 1969, est un criminel québécois et un membre en règle des Hells Angels.
Il est arrêté en 2010 par les opérations SharQc et Diligence. Coupable de complot pour meurtre, de gangstérisme, de blanchiment d’argent et de recyclage des produits de la criminalité, il est condamné à 27 ans de prison en 2014.
Il est libéré sous contraintes en septembre 2023.

## Carrière criminelle
Il est impliqué dans la guerre des motards qui a lieu dans les années 1990 et au début des années 2000.
Chef des Hells Angels de Trois-Rivières, il fait partie de la génération de motards criminels souhaitant s’infiltrer dans l'économie légale par tous les moyens possibles. Il prend ainsi le contrôle de certaines entreprises de maçonnerie, dont celle de l’homme d'affaires Paul Sauvé, interrogé par la Commission Charbonneau,.
Selon le journaliste André Cédilot, Ouimet a succédé à Maurice « Mom » Boucher dans la distribution de drogues dans le centre-ville de Montréal. Dans le cadre de l’opération Diligence, il est arrêté en 2010 à Montréal après une cavale de plusieurs mois.